# واد غريب

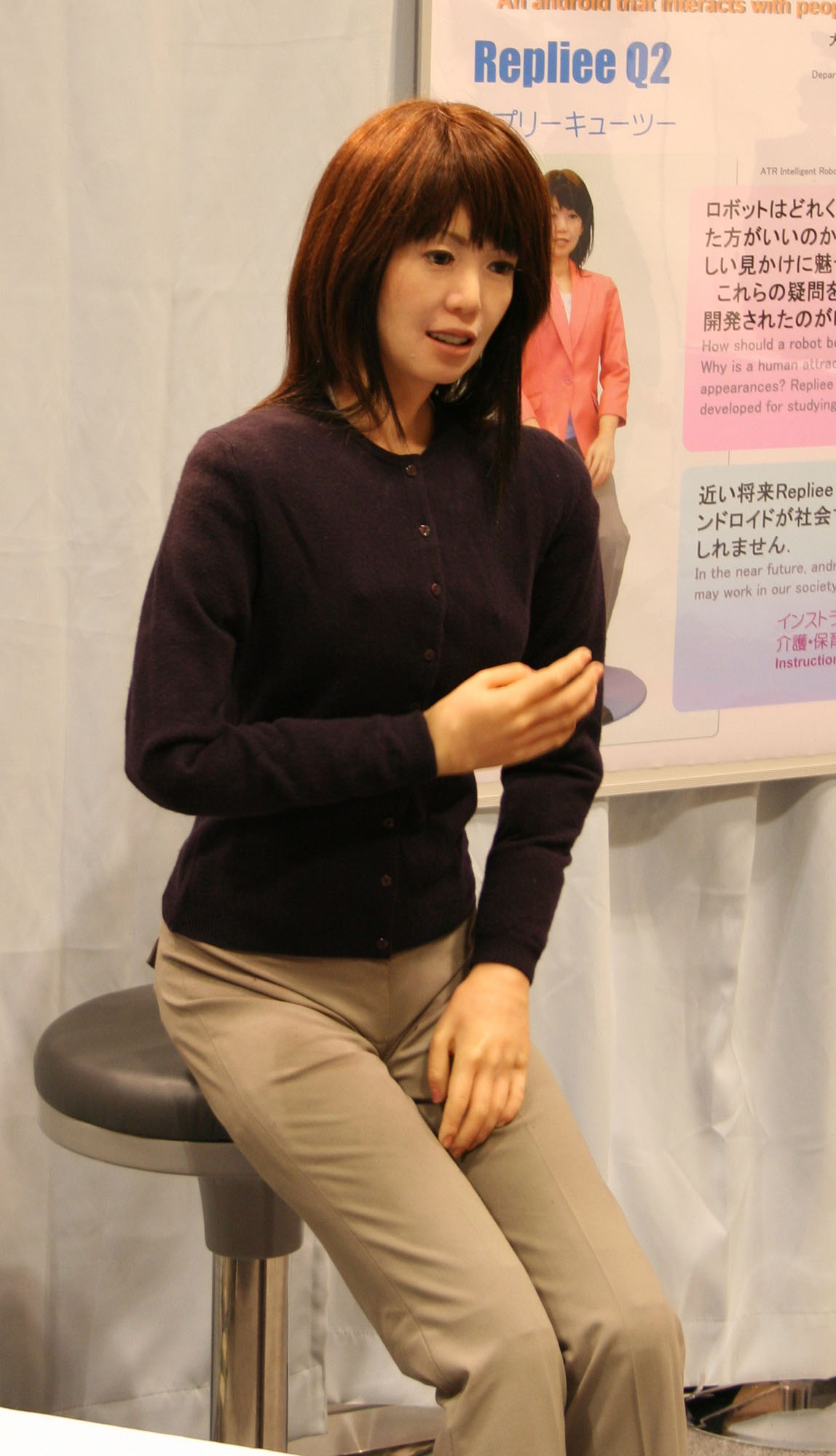

في علم الجمال، يعد الوادي الغريب علاقة افتراضية بين درجة تشابه كائن أو كيان مع الإنسان والاستجابة العاطفية تجاه هذا الكائن. يشير مفهوم الوادي الغريب إلى أن الكائن الهيومانويد الذي يشبه البشر الفعليين بشكل غير تام، يثير مشاعر غريبة مألوفة من الغضب والاشمئزاز عند المراقبين. يشير «الوادي» إلى انحدار ألفة المراقب الإنساني للنسخة المماثلة، وهي علاقة تزداد بخلاف ذلك مع تشابه النسخة المماثلة للإنسان.
يمكن العثور على أمثلة في الروبوتية والرسوم المتحركة ثلاثية الأبعاد للكمبيوتر والدمى الحية وغيرها. مع تزايد انتشار الواقع الافتراضي والواقع المعزز والرسوم المتحركة المحوسبة الواقعية، استُشهد بـ «الوادي» في الصحافة الشعبية كرد فعل على المحاكاة في صنعه وهو يقترب بشكل يتعذّر تمييزه من الواقع. تتنبأ فرضية الوادي الغريب بأن كيانًا يبدو بشريًا تقريبًا سيؤدي إلى إثارة مشاعر باردة وغريبة لدى المشاهدين.

## أصل الكلمة
عرّف أستاذ الروبوتية ماساهيرو موري الوادي العجيب بمصطلح «بوكيمي نو تاني جينشي»، عام 1970، وتُرجم المصطلح لأول مرة على أنه «الوادي العجيب» في كتاب «الروبوتات: حقيقة وخيال وتنبؤ» في عام 1978، الذي كتبه جاسيا ريتشاردت، ما أدى إلى إقامة رابط غير مقصود مع مفهوم إرنست جينتش عن الغرابة، المطروح في مقال عام 1906 بعنوان «في علم نفس الغريب». طور سيغموند فرويد مفهوم جينتش في مقالة عام 1919 بعنوان «الغريب».

## فرضية
تنص فرضية موري الأصلية على أنه كلما أصبح مظهر الروبوت أكثر إنسانية كانت استجابة بعض المراقبين العاطفية للروبوت إيجابية وعاطفية على نحو متزايد، إلى أن تصل للنقطة التي يصبح رد فعل المراقب يعبر عن كره مفاجئ، إلا أنه كلما أصبح مظهر الروبوت أقرب إلى الكائن البشري، تعود استجابة المراقب العاطفية لتكون إيجابية مجددّا وتقارب مستويات التعاطف بين البشر.
هذا المجال من الاستجابة البغيضة التي أثارها الروبوت مع المظهر والحركة بين الكيان «بالكاد إنسان» و «الإنسان الكامل» هو تمثيل للوادي غريب. يجسد الاسم فكرة أن الروبوت المشابه تقريبًا للإنسان يبدو «غريبًا» لدى بعض البشر بشكل كبير، وينتج شعورًا بعدم الراحة، وبالتالي يفشل في إثارة استجابة التعاطف المطلوبة للتفاعل الفعال بين الإنسان والروبوت.

## نقد
أثيرت عدد من الانتقادات بشأن ما إذا كان الوادي الغريب موجودًا كظاهرة موحدة قابلة للتدقيق العلمي:
التصميم الجيد يمكن أن يرفع الكيانات ذات المظهر الإنساني بعيدًا عن الوادي
انتقد ديفيد هانسون فرضية موري بأن الكيانات التي تقترب من المظهر الإنساني ستُقيّم بشكل سلبي. إذ أظهر أن الوادي الغريب الذي أنشأه كارل ماكدورمان وهيروشي إيشيجورو، عن طريق جعل المشاركين يقيّمون صور تباينت بين الروبوتات الهيومانويد إلى الروبوتات الأندرويد إلى البشر، يمكن تمهيدها عن طريق إضافة ميزات كرتونية جديدة إلى الكيانات التي وقعت سابقًا في الوادي. تستخدم هذه المقاربة حقيقة أن البشر يجدون خصائص جذابة تذكّر بالشباب من جنسنا بالإضافة إلى العديد من الأنواع الأخرى، كما هو مستخدم في رسوم الكرتون.

## في الخيال
في حلقة 30 روك لعام 2008 بعنوان «التسلسل» يشرح فرانك روسيتانو مفهوم الوادي العجيب، مستخدمًا رسمًا بيانيًا وأمثلة من مسلسل حرب النجوم، في محاولة لإقناع تريسي جوردان بأن حلمه في إنشاء لعبة فيديو إباحية أمر مستحيل. ويستند إلى فيلم الرسوم المتحركة باستخدام الكمبيوتر «القطار القطبي السريع».